# Plongeon aux Jeux olympiques d'été de 2012 – Haut-vol à 10 mètres synchronisé hommes
Navigation
Pékin 2008 Rio de Janeiro 2016
L'épreuve du haut-vol à 10 mètres synchronisé hommes des Jeux olympiques d'été de 2012 a lieu le 30 juillet au London Aquatics Centre.

## Médaillés
| Or                           | Argent                             | Bronze                                   |
| Chine Cao Yuan Zhang Yanquan | Mexique Iván García Germán Sánchez | États-Unis David Boudia Nicholas McCrory |

## Qualification
Pour cette épreuve, les qualifiés sont les trois premières équipes de cette épreuve lors des championnats du monde 2011, les quatre premières équipes de cette épreuve lors de la coupe du monde 2012 et le pays hôte (la Grande-Bretagne). Chaque nation qualifiée a le droit d'inscrire une seule équipe.

## Format de la compétition
L'épreuve a lieu en une finale unique avec huit équipes participantes qui font chacune cinq plongeons. Un tirage au sort est fait à l'avance pour décider de l'ordre dans lequel les équipes exécuteront les plongeons. Un panel de 11 juges évalue chaque plongeon en donnant une note sur 10. À la fin de l'épreuve, l'équipe avec le meilleur score gagne.

## Résultats (30 juillet à 15 h)
| Rang                                | Nation                                          | Plongeons | Plongeons | Plongeons | Plongeons | Plongeons | Plongeons | Total  |
| Rang                                | Nation                                          | 1         | 2         | 3         | 4         | 5         | 6         | Total  |
| ----------------------------------- | ----------------------------------------------- | --------- | --------- | --------- | --------- | --------- | --------- | ------ |
| Médaille d'or, Jeux olympiques      | Chine Cao Yuan Zhang Yanquan                    | 56.40     | 55.80     | 89.28     | 93.06     | 92.88     | 99.36     | 486.78 |
| Médaille d'argent, Jeux olympiques  | Mexique Iván García Germán Sánchez              | 51.60     | 50.40     | 87.69     | 95.94     | 92.07     | 91.20     | 468.90 |
| Médaille de bronze, Jeux olympiques | États-Unis David Boudia Nicholas McCrory        | 54.60     | 54.00     | 82.56     | 92.13     | 85.14     | 95.04     | 463.47 |
| 4                                   | Grande-Bretagne Tom Daley Peter Waterfield      | 56.40     | 56.40     | 91.08     | 71.28     | 87.69     | 91.80     | 454.65 |
| 5                                   | Cuba Jeinkler Aguirre José Guerra               | 54.00     | 51.60     | 81.60     | 80.64     | 89.10     | 93.96     | 450.90 |
| 6                                   | Russie Ilia Zakharov Victor Minibaev            | 52.20     | 52.80     | 84.48     | 84.15     | 88.56     | 87.69     | 449.88 |
| 7                                   | Allemagne Patrick Hausding Sascha Klein         | 52.80     | 54.00     | 84.48     | 78.84     | 84.15     | 91.80     | 446.07 |
| 8                                   | Ukraine Oleksandr Gorshkovozov Oleksandr Bondar | 52.20     | 51.00     | 83.16     | 75.60     | 82.56     | 88.80     | 433.32 |